# Séverine Lecouflé
Séverine Lecoufle est une joueuse de football française née le 31 mars 1975 à Avranches.

## Palmarès
16 sélections en équipe de France